# موزه ملی و مرکز تحقیقات آلتامیرا

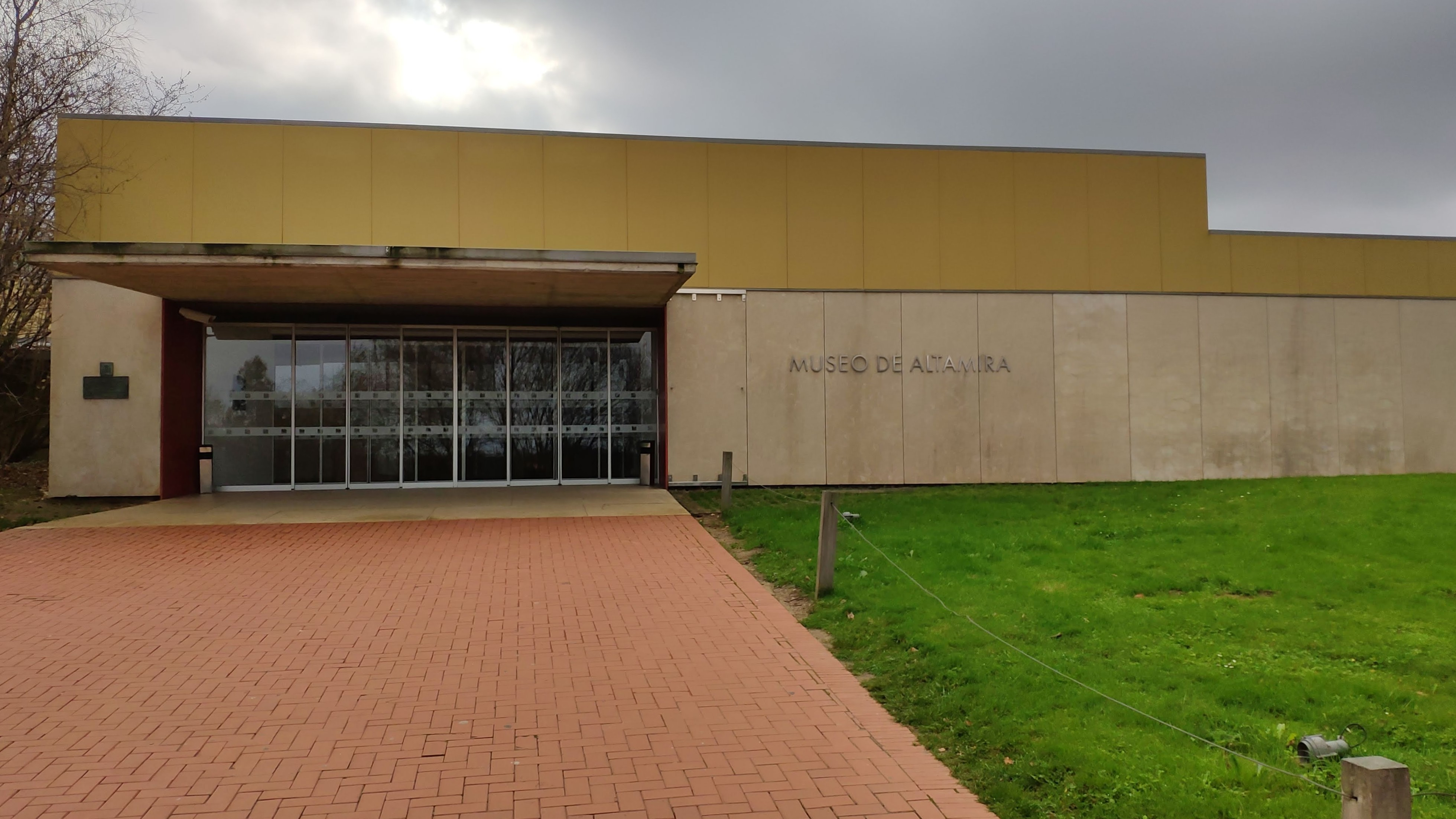
ورودی موزه

موزه ملی و مرکز تحقیقات آلتامیرا (به اسپانیایی: Museo Nacional y Centro de Investigación de Altamira) یک مرکز که اختصاص داده شده به حفاظت، تحقیق و به اشتراک‌گذاری اطلاعات در مورد غار آلتامیرا در استان کانتابریا در اسپانیا که توسط یونسکو در میراث جهانی یونسکو ثبت شده است.